# Église Saint-Joseph-l'Artisan d'Onet-le-Château
L'église Saint-Joseph-l'Artisan d'Onet-le-Château est une église située en France sur la commune d'Onet-le-Château, dans le département de l'Aveyron en région Midi-Pyrénées.
Elle fait l’objet d'une inscription au titre des monuments historiques depuis le 11 mai 2005.

## Localisation
L'église est située sur la commune d'Onet-le-Château, dans le département français de l'Aveyron.

## Historique
L'église a été conçue par l'architecte Gérard Sacquin.
L'édifice est inscrit au titre des monuments historiques en 2005 et est également labellisé « Patrimoine du XXe siècle » ...
Il a un toit un peu spécifique en forme de nid d'abeille.
Le début de la construction date de 1962.